# Asterix en de Griffioen
Asterix en de Griffioen (Frans: Astérix et le Griffon) is het negenendertigste album uit de stripreeks Asterix. Het is het vijfde album geschreven en getekend door de nieuwe auteurs, scenarist Jean-Yves Ferri en tekenaar Didier Conrad. De vertaling in het Nederlands is van Margreet van Muijlwijk.

## Verhaal
Julius Caesar krijgt te horen dat er in Barbaricum een griffioen leeft. Volgens zijn geograaf Ondecjeplecjus weet de door de Romeinen gevangen genomen sarmatische amazone Kalasjnikovna waar deze is te vinden. Caesar geeft toestemming voor een expeditie. De griffioen is voor de Sarmaten een heilig dier. Sjamaan Kankalopdine heeft via een droom in zwart/wit Panoramix om hulp gevraagd. 
Bij aankomst sluit Idéfix gelijk vriendschap met de wolven en laat zich tot verdriet van Obelix voorlopig niet meer zien. Asterix en Obelix gaan samen met de amazones de strijd aan met de Romeinen. Het probleem daarbij is dat de meegebrachte toverdrank bevroren is en daarmee zijn werking heeft verloren. Panoramix probeert met de hulp van Klorokine en lokale producten nieuwe toverdrank te brouwen. Dit mislukt, maar hij heeft per ongeluk wel een heerlijke soep gemaakt, de oersoep borsjt. Uiteindelijk wordt de overwinning behaald doordat Idéfix en zijn nieuwe vrienden de wolven, de Romeinen verjagen.
Het avontuur wordt traditioneel afgesloten met een feestmaal (waarbij de bard Kakofonix ook traditioneel vastgebonden ligt).

## Personages
- Asterix
- Obelix
- Idéfix
- Panoramix
- Romeinen
  - Julius Caesar
  - Ondecjeplecjus, Romeins geograaf. Zijn naam is een woordspeling op "onde de plexus", een Franse term voor het meten van landkaarten volgens een straalbewerking. In het Nederlands ontdek je plekje.
  - Dodemus, centurio. Zijn naam betekent letterlijk "dode mus", en verwijst naar het gezegde " ruziën over een dode mus", ofwel redetwisten over een niemendal.
  - Primaplus, Romeins gladiator. Naar "Prima Plus", een bedrijf voor Duitse jeugdleerboeken.[bron?]
  - Ajaccus, Romeins veteraan. Zijn naam verwijst naar Ajax, zowel de Griekse held als de Amsterdamse voetbalploeg. In het album De beproeving van Obelix is er ook een Ajaccus, die toen een in ongenade gevallen vice-admiraal was.
  - Nepnius, Romeins soldaat. Naar nepnieuws.
  - twee voor de Romeinen werkende Scythische gidsen, die louter in reisgidstaal spreken.
- Sarmaten
  - Kankalopdine, sjamaan. Zijn naam is een woordspeling van 'kan ik al opdienen?'.
  - Mamanovna, echtgenote van de sjamaan. Haar naam is letterlijk de Russische vrouwelijke verwijzing van een familienaam: mannelijke is het 'Mamanov'. Vertaald is het gewoon 'de mama'.
  - Gasturbine, dorpsoudste. Letterlijk verwijzend naar gasturbine.
  - Clandestine, slijter. De naam is heel toepasselijk verwijzend naar 'clandestien', daar een slijter vaak verboden of namaakwaar als legaal en authentiek probeert te verkopen.
  - Grenadine, kaasmaker. Verwijst naar grenadine.
  - Terpoetine, timmerman. Zijn naam is een woordspeling naar 'pomme de terre poutine',[bron?] een typisch Frans-Canadees "licht" gerecht.
  - Rumpraline, houthandelaar. Naar een praline met rum.
  - Klorokine, gastheer van de Galliërs. Verwijst naar chloroquine.
  - Krakatovna, amazone. De naam is een woordspeling op de oud-vulkaan Krakatau, die in 1883 een buitengewoon krachtige uitbarsting kende.
  - Kalasjnikovna, amazone. Haar naam verwijst naar het gekende handvuurwapen AK-47 in het bijzonder, en de verschillende modernere versies er van, ook wel gekend onder de collectieve merknaam "Kalasjnikov".

## Plaatsen
- Barbaricum

## Verwijzingen en stereotypen
- Kalasjnikovna, Lady Gaga
- Ondecjeplecjus, Michel Houellebecq
- COVID-19: op plaat 27B wordt er verwezen naar de avondklok, tijdens een gevecht (plaat 32B) wordt opgeroepen "de afstandsregels na te leven".
- De Romeinen moet een rivier oversteken waarbij een groot deel van de manschappen verdrinkt. Een verwijzing naar Napoleons tocht door Rusland en de slag aan de Berezina.[bron?]
- Piraat, Charles Aznavour, neuriet zijn lied Vive La Vie.
- Op het laatste plaatje verlaat rechts onder in beeld een uil huilend het feestmaal. Volgens Ferri een eerbetoon aan Albert Uderzo die ten tijden van het maken van de strip overleed. Uderzo zelf had een huilend konijn geplaatst bij Asterix en de Belgen, na het overlijden van René Goscinny.[1]

## Enkele grappen
- De piraten hebben in dit verhaal vrijaf. Ze komen in het hele verhaal niet voor, maar op blz. 46 zijn ze daar rustig van aan het genieten.

## Andere versies
Naast de gewone uitgave is er ook een luxe-editie uitgebracht. Naast het volledige verhaal is deze uitgave aangevuld met extra pagina's wetenswaardigheden over de totstandkoming van dit boek.